# 沙河镇 (赣州市)
沙河镇，是中华人民共和国江西省赣州市章贡区下辖的一个乡镇级行政单位。

## 行政区划
沙河镇下辖以下地区：
站东社区、站北社区、河头村、华林村、罗坑村、五龙村、龙村、垇下村、流坑村、黄龙村和沙河村。